# 波洛內茲灣
62°9′S 58°8′W / 62.150°S 58.133°W
波洛內茲灣（Polonez Cove），是南極洲的海灣，位於南設得蘭群島的喬治王島，在1980年由波蘭的探險隊命名，該海灣現時由南極條約體系管理。